# OpenVX
OpenVX è uno standard gratuito ed open source per l'accelerazione di applicazioni legate alla visione artificiale, come il riconoscimento facciale in tempo reale, il riconoscimento dei movimenti del corpo e dei gesti, la videosorveglianza smart, i sistemi di guida assistita avanzata e molto altro ancora. Sviluppato e mantenuto dal Khronos Group è giunto alla versione 1.2.
Lo scopo principale di OpenVX è di creare un layer intermedio e cross-platform che sia indipendente dall'hardware di destinazione e che quindi permetta una maggior elasticità (e semplicità) nella scrittura di applicativi che si interfaccino con questi sistemi: in tal senso è complementare al linguaggio OpenCV.
Con l'ultima release, è stato aggiunto il supporto alle reti neurali convoluzionali, per permettere la rappresentazione grafica delle topologie di queste reti.
Supporto
Attualmente OpenVX è supportato da alcune tra le maggiori case produttrici di hardware e software, come Intel, AMD, Nvidia, Texas Instruments, Vivante e molte altre. Dalla versione 1.3, OpenVX è supportato anche in ambiente Raspberry.

## Storia
La prima versione di OpenVX è stata rilasciata nell'Ottobre 2014.
A Dicembre 2014 sono state rilasciate le prime implementazioni di esempio da parte del Kronos Group
Il 2 Maggio 2016 è stata rilasciata la versione 1.1
L'1 Maggio 2017 è stata rilasciata la versione 1.2
Il 22 Ottobre 2019 è stata rilasciata la versione 1.3